# El Regalo Mejor
«El Regalo Mejor» (también conocida como «Celebro tu cumpleaños») es una canción tradicional originaria de la República Dominicana, compuesta en 1958 por el educador Ramón Rafael Casado Soler. Considerada un himno no oficial de cumpleaños en el país, ha sido reconocida como parte del patrimonio cultural inmaterial dominicano.

## Historia
La canción fue creada durante el régimen de Rafael Trujillo como una alternativa local al «Happy Birthday». Según documentos históricos, su estreno público fue el 4 de diciembre de 1958 en un programa de televisión dominicano, con interpretación al piano de Alfredo Georges en el Salón Mozart de Santo Domingo.

### Controversia sobre su origen
Existían versiones populares que afirmaban que la canción fue compuesta en la prisión de La Victoria, pero su sobrino José Somavilla aclaró que fue creada en libertad, inspirándose en un sueño que Casado Soler tuvo el 25 de octubre de 1958.

## Letra (fragmento)
Celebro tu cumpleaños

tan pronto vi asomar el sol,

y en este día glorioso

pido tu dicha al Señor...

## Legado
Fue declarada obra de interés cultural por el Ministerio de Cultura de República Dominicana en 2010.
Es ampliamente utilizada en:
- Celebraciones escolares
- Programas de televisión (ej: Como dice el dicho, versión RD)
- Eventos familiares